# HE3DA
HE3DA, s.r.o. je česká technologická společnost založená v roce 2009 se sídlem v Praze. Společnost udává, že vyvíjí stejnojmenné inovativní lithium-iontové akumulátory. Celý název produktu je High Energy 3D Accumulator. Akumulátor je určen pro průmyslové nebo domácí skladování energie a elektromobilitu.[chybí lepší zdroj]

## Historie
Za vynálezem nového typu lithium-iontových akumulátorů stojí český vědec Jan Procházka, který svůj akumulátor prezentoval na odborných konferencích přinejmenším od roku 2010. Investičně projekt v roce 2016 zastřešil Radomír Prus, který poskytl peníze na vývoj a patentovou ochranu.[chybí lepší zdroj]
V prosinci 2016 začala vyrábět tyto akumulátory malá továrna v pražských Letňanech.[chybí lepší zdroj] Sériová výroba s roční výrobní kapacitou 10 MWh měla být zahájena začátkem následujícího roku a v polovině roku měly být baterie v prodeji. Později firma tvrdila, že v Letňanech vyrábí akumulátory pouze pro interní testovací účely v počtu 1 až 3 kusy denně. V plánu[kdy?] byla výstavba velké továrny s výrobní kapacitou 1 GWh ročně na Slovensku u Čadce.
Podle zprávy ČTK ze začátku března 2017 začala HE3DA s projektem Magna Energy Storage (MES) v Horní Suché. Mělo jít o dvě linky o výrobní kapacitě 1 GWh ročně, jedna na články s kapacitou 50 kWh a druhá na články s kapacitou do 5 kWh. Instalace technologií měla začít koncem roku. Do poloviny roku 2018 měly být výrobní linky nainstalovány, následně odzkoušeny a koncem roku 2018 měla být zahájena výroba.
V polovině října 2017 měla začít výstavba velké továrny v Horní Suché, další továrna byla připravována na Slovensku. Baterie měly být dostupné v roce 2018 nebo 2019.
Na konci října 2017 Magna Energy Storage oznámila změnu plánu. Nově měla být v Horní Suché postavena továrna s kapacitou 15 GWh ročně.
V roce 2019 bylo oznámeno, že se připravuje výstavba další továrny v americkém státě Nevada ve spolupráci s firmou Power Orbital. Ekonomický deník e15 však upozornil, že podle firemní databáze D&B Business Directory je v Power Orbital technologickým ředitelem Jan Procházka (prezident společnosti HE3DA) a provozním ředitelem Radomír Prus (hlavní investor HE3DA).
V listopadu 2019 byla v nově postavené hale instalována první linka. Výroba se měla rozběhnout do konce roku a do konce následujícího roku měla továrna dosáhnout plné kapacity 1,2 GWh. Podařilo se téměř dvojnásobně zvýšit kapacitu článků na 100 Wh/kg.. Firma získala několik certifikátů TÜV. V databázi certifikátů TÜV SÜD ani v databázi TÜV Rheinland žádný certifikát pro HE3DA není uveden.
V létě 2020 bylo plánováno spuštění na vodu plně autonomního solárního katamaránu poháněného bateriemi HE3DA. Katamaran měl být napájen 350 kWh baterií HE3DA a poháněn 2x250 kW elektromotory s rekuperací. Katamaran je v provozu od jara 2022, k pohonu jsou použity baterie firmy Mercedes. Baterie HE3DA slouží ke skladování energie z fotovoltaiky a napájení ostatních systémů lodi.
V lednu 2021 baterie HE3DA úspěšně absolvovaly Rally Dakar jako součást Loprais Teamu, s kterým společnost spolupracuje i na vývoji elektrického závodního nákladního auta. V doprovodném vozidle byly použity články z Horní Suché ke skladování energie z fotovoltaického systému a z prototypových článků vyrobených v Letňanech byla sestavena startovací baterie. V závodním speciálu byl jeden nezapojený článek pro ověření mechanické odolnosti za extrémních podmínek. V průběhu soutěže Radomír Prus prohlásil, že už pro příští ročník by mohl být připraven kamion s elektropohonem. V červenci pak prohlásil, že je vyrobena kostra kamionu, který by v ideálním případě mohl být dokončen koncem roku a v roce 2022 jet jako testovací na Rally Dakar. O rok později by mohl jet už jako závodní.
V červnu 2021 byl předmětem polemiky Ekonomického deníku skluz v zahájení výroby, či údajně sporný byznysový plán projektu. Řadu pochybností přinesla i analýza ekonomického deníku e15, podle níž většinu informací zveřejňovaných v souvislosti s projektem nelze ověřit a část lze dokonce jednoduše zpochybnit nebo rovnou vyvrátit. V září 2021 na pochybnosti reagoval jeden z investorů Zbyněk Frolík, který pro Seznam Zprávy zdůvodnil, proč má projekt Magna Energy Storage jeho důvěru.
Začátkem roku 2023 se skupina investorů dohodla s Radomírem Prusem na jeho odchodu z vedení firmy Magna Energy Storage. Důvodem bylo, že projekt sériové výroby baterií HE3DA měl zpoždění a nedosahuje očekávaných výsledků. Zástupci investorů zároveň posílili svůj vliv v dozorčí radě.
Na konci roku 2024 výrobce baterií HE3DA čelil návrhu na insolvenci. Výroba probíhala pouze příležitostně, za celý rok 2023 byly vyrobeny baterie o kapacitě jednotek megawatthodin. Většina zaměstnanců byla propuštěna.

### Závod v Horní Suché
V polovině října 2017 bylo oznámeno zahájení výstavby nového závodu na výrobu akumulátorů s výrobní kapacitou až 1,2 GWh ročně za 5,5 mld. Kč, v Horní Suché u Havířova v průmyslovém areálu po bývalém černouhelném dole František. Továrna má být robotizovaná a práci v ní má najít 250 lidí. Investorem je investiční fond Battery Unite tvořený českými investory.
Podle sdělení společnosti pro média budou továrnu tvořit dvě výrobní linky. Jedna bude vyrábět až půltunové akumulátory pro těžkou energetiku o 50 kWh, druhá bude vyrábět akumulátory o kapacitě do 5 kWh. Záměr udaný odboru životního prostředí a zemědělství Moravskoslezského kraje však odlišně uvedl, že proběhne „konstrukce objektu pro provozování činnosti související s montážemi linek pro výrobu [...] baterií, skladování chemických látek a výstupní kontroly zkompletovaných montážních linek“ s roční výrobou 75 linek. Skladované chemické materiály mají sloužit pro zkušební výrobu baterií.
Hrubá stavba továrny byla dokončena na počátku roku 2019, vybavení pro výrobu mělo být dokončeno v létě téhož roku a začátek sériové výroby byl plánován na podzim roku 2019. Skutečné oznámení zahájení provozu továrny MES – Magna Energy Storage proběhlo dne 17. září 2020 za přítomnosti investorů a médií. Investoři ani média během otevření nebyli do provozu vpuštěni, až na výjimky jako byl předseda senátu Miloš Vystrčil a vybraní investoři. Firma to vysvětluje snahou chránit výrobní know how.
Sériová výroba akumulátorů měla být zahájena začátkem roku 2017 v relativně malém rozsahu 10 MWh ročně, větší výrobní kapacity byly plánovány v zahraničí. Koncem roku 2019 měla být v Horní Suché u Havířova zprovozněna továrna Magna Energy Storage s výrobní kapacitou 1,2 GWh akumulátorů ročně.

## Udávané parametry akumulátorů
Článek o hmotnosti asi 10 kg má kapacitu 1 kWh, což je téměř dvojnásobek oproti prototypu.
Článek s katalogovou kapacitou 1000 Wh "váží zhruba 11 kilo, tedy 100 Wh/kg".
Bateriový box s kapacitou 15 kWh a životností 5000 cyklů.
Akumulátor má mít oproti konkurenčním Li-ion akumulátorům několik zásadních rozdílů.[chybí lepší zdroj]

### Vyvinuté typy
Byly vyvinuty 2 typy akumulátorů, lišící se robustností některých prvků a účelem použití. Typ pro vysokokapacitní skladování energie v energetických bankách má robustní konstrukci se silnými elektrodami. Mají se vyrábět v půltunových exemplářích o kapacitě 50 kWh a být určeny zejména pro skladování energie z obnovitelných zdrojů, jako jsou solární a větrné elektrárny.
Druhý typ s lehčí konstrukcí je navržen pro rychlou manipulaci s energií, kterou umí rychle přijmout i vydat. Využitelný tak má být v energetice pro vykrývání výkyvů energií nebo využívání dalších zdrojů rychlé energie. Další využití najde například v automobilovém průmyslu jako akumulátor pro elektromobily. Podle výrobce lze tento typ plně nabít za méně než hodinu.
Společnost oznámila i speciální verzi do extrémních mrazivých podmínek až -60 C.

## Cena
Bateriový box o kapacitě 17 kWh je v září 2023 nabízen za 13 884 €.

## Soudní spor
Německo-čínská investiční společnost CDC, která do vývoje akumulátorů ve společnosti HE3DA investovala 5 milionů eur (cca 130 mil. Kč), se s její dceřinou společností HE3DA Technologies v roce 2017 začala soudit a obvinila ji, že utrácela prostředky v rozporu s dohodou, bez předložení obchodního plánu a další evidence a nehospodárně, a že vývoj nové generace lithiových akumulátorů může být podvod, protože společnost původně jejich klíčové parametry popisovala v nereálných hodnotách. HE3DA o této aktivitě prohlásila, že neporušila tyto dohody a že věc měla být řešena rozhodčím řízením. Společnost CDC se podle ní pouze snaží získat její technologie prostřednictvím průmyslové špionáže.